# Cunenefloden
17°15′9″S 11°45′5″Ø / 17.25250°S 11.75139°Ø
Cunene (portugisisk stavemåde) eller Kunene (almindelig namibisk stavemåde)  er en flod i det sydlige Afrika. Den løber fra Angolas højland mod syd til grænsen til Namibia. Den løber derefter mod vest langs grænsen, indtil den når Atlanterhavet.

## Geografi
Cunene er en af de få flerårige floder i regionen, og er omkring 1.050 km lang, med et afvandingsområde på 106.560 km2. Dens gennemsnitlige årlige udledning er 174 m3 til 222 m3/sek ved dens udmunding. Epupa vandfaldet ligger ved floden. Olushandja-dæmningen opdæmmer en biflod til floden, Etaka, og hjælper med at forsyne Ruacana-kraftværket med vand.
Hovedstrømmen har sit udspring 12 ° 30′ S. og omkring 257 km i en direkte linje fra havet ved Benguella, løber generelt fra nord til syd gennem fire breddegrader, men strømmer til sidst mod vest til havet gennem et brud i det ydre kant af højlandet.
Mellem udmundingen af sine to bifloder krydser Cunene en sumpet slette, der er oversvømmet når der er højvande og indeholder flere små søer på andre tidspunkter af året. Fra denne sumpede region løber forskellige grene mod sydøst. Kwamatuo, som forlader hovedstrømmen i omkring 15° 8′ Ø., 17° 15′ S., løber ud i en stor mose eller sø kaldet Etosha, som optager en lavning i det indre højland omkring 1.036 moh. Fra den SØ ende af Etosha-søen løber der vandløb i retning af Okavango, hvortil der under oversvømmelser kommer noget vand.
Videre fra det sumpede område drejer Cunene mod vest og går ned til kystsletten med en række vandfald, hvoraf det største (17° 25′ S., 14° 20′ Ø) har et fald på omkring 100 meter. Floden bliver mindre, efter at den passerer et ørkenagtigt område med lidt eller ingen vegetation. Vandløbet er nogle gange lavvandet og forsænket, andre steder begrænset til en smal klippekanal. Nær havet krydser Cunene en region af sandbakker, og dens udmunding er fuldstændig blokeret ved lavvande. Floden løber ud i Atlanterhavet i 17° 18′ S., 11° 40′ Ø. Noget tyder på, at en tidligere gren af floden engang løb ud i en bugt mod syd.

## Dæmningskontroverser
Den namibiske regering foreslog i slutningen af 1990'erne at bygge Epupadæmningen, en kontroversiel vandkraftdæmning ved Cunene. I 2012 annoncerede regeringerne i Namibia og Angola planer om i fællesskab at bygge Orokawedæmningen i Baynesbjergene. Ifølge de indfødte himbaer, som ville være mest berørt af opførelsen, ville dæmningen true det lokale økosystem og derfor det økonomiske grundlag for himbaerne. I løbet af februar 2012 udstedte traditionelle Himba-høvdinge en erklæring til Den Afrikanske Union og til Menneskerettighedsrådet under De Forenede Nationer, med titlen "Erklæring fra de mest berørte Ovahimba, Ovatwa, Ovatjimba og Ovazemba mod Orokawe-dæmningen i Baynes-bjergene", som skitserer de voldsomme indsigelser mod dæmningen fra de traditionelle Himba-høvdinge og samfund, der bor nær Kunenefloden.
I september 2012 fik Himbaerne besøg af FN's særlige rapportør om oprindelige folks rettigheder der hørte om deres bekymringer.
I november 2012 protesterede hundredvis af Himbaer og Zembaer fra Omuhonga- og Epupa-regionen i Okanguati mod Namibias planer om at bygge en dæmning i Kunene-floden i Baynesbjergene, mod øget minedrift på deres traditionelle jord og menneskerettighedskrænkelser mod dem.
I marts 2013 marcherede over tusind Himba- og Zemba-folk i Opuwo for endnu en gang at protestere mod Namibias planer om at bygge Orokawe-dæmningen i Cunene-floden uden at rådføre sig med de oprindelige folk, der har indsigelser mod byggeplanerne.
Der er turistfaciliteter som campingpladser eller hytter ved Epupa, som tilbyder vandsport på floden, herunder rafting og kanosejlads. Gamle baobabtræer vokser langs kløften, og der er et attraktivt og velholdt udsigtspunkt højt over landsbyen og vandfaldene.